# Röbäck
Röbäck är en tätort i Umeå kommun, belägen vid Umeälvens södra strand. Den är numera en stadsdel i Umeå. Sydost om tätorten, söder om Röbäcks kapell, finns bebyggelse som av SCB före 2015 avgränsats till en småort namnsatt till Röbäck södra. Från 2015 räknas denna som en del av tätorten.

## Historia
Under bronsåldern var havsnivån mycket högre och då låg Röbäck vid älvens mynning till havet. Hela Röbäcksslätten låg under vattenytan. Området är förhållandevis rikt på fornlämningar; de flesta av dessa är gravrösen. Några spår av kokgropar finns, men inga spår av bebyggelse från bronsåldern.
Carl von Linné nämner byn som 'Rödbäck' i reseskildringen av sin Lapplandsresa 1732. Namnet kommer förmodligen från den järnrika vattenådern som rinner genom byn.
I skriftliga källor är Röbäck känt sedan 1443. Ett hundra år senare bor det 23 bönder i Röbäck, och byn är därmed Umeå sockens största. Kustlandsvägen mellan Stockholm och Torneå gick genom byn. Förutom jordbruk fanns där också Umeås gästgiveri. Jordbruket var inriktat på boskapsskötsel, lin, och spannmål, och bönderna hade fiskerätt i älven och havet. Vid Kyrkberget bröts sten, bland annat till Backenkyrkan. Byn hyste galgbacken. Ryssarna brände byn i omgångar under åren 1719–1721. Under Finska kriget 1808–1809 låg ett av de två svenska fältsjukhusen i Röbäck, där en rödsotsepidemi, fläckfeber och andra sjukdomar utbröt och dödade 578 av de 1 239 inlagda soldaterna. Ett av krigets slag, Slaget vid Röbäck, ägde rum här den 21 augusti 1809.
På 1900-talet började jordbruket avvecklas och industrialiseringen ta vid. Bysmedjan växte till storskalig industri, men flyttade 1976 till Stöcksjö.
Tunnbröd tillverkades länge i byn.

### Historiska platser i Röbäck
I Röbäck finns en vandringsled som går längs historiska platser. Leden består av 11 historiska platser med tillhörande informationsskyltar.

#### Röbäcks källa
Röbäcks källa, som på 1600-talet blev hälsokälla, var känd som hälsokälla redan när Urban Hjärne omtalade den år 1702. Det finns en gammal föreställning om att folk blev gamla i Röbäck och att det var vattnet från källan som bidrog till detta. Även i dag lever folk i Röbäck något längre än genomsnittet i Umeå.. 1732 besökte Carl Von Linné Röbäck. I en text från Linné skrivar han detta om Den Välkända Bäcken."Allestädes vid vägen i samma och vid ån, som strax vid staden Umeå flyter, rinna aqvaea accidulate, ochra plene et tunica argenta tectae (syrliga vatten (surbrunnar) fulla av ockra och täckta av en silverhinna). Av detta röda sediment tror jag att Rödbäck har sitt namn".

#### Bron över Röbäcken
Bron över Röbäcken blev färdigställd 1732. Länge visste man inte om det tills mitten av 1940-talet då man fann ett gammalt stenblock med texten "1732". Än finns denna sten kvar och är numera fullt synlig vid bron. Vid början av bron finns det numera en skylt med mer information om den gamla bron.

#### Krigsgravarna
Krigsgravarna i Röbäck stammar från 1808–1809 års krig. Fler än 570 finska och svenska soldater dog på krigssjukhuset i Röbäck. Över 1 200 skadade och sjuka vårdades i Röbäck och dödligheten var stor, framför allt i dysenteri. Enligt reglementet skulle gravarna vara 1,8 meter djupa, men oftast blev de bara 0,5 meter djupa på grund av tjälen och eftersom så många gravar behövde grävas. Röbäcksborna klagade hos landshövding Pehr Adam Stromberg och begärde kalk till att strö över gravarna och de upptinade likdelarna. Alla lik begravdes alltså vid den platsen.

#### Linodlingen
Länge odlades det lin i Röbäck. Under 1900-talet var odlandet som störst i den lilla orten. I nutid finns det inte så mycket linodlingar kvar i Röbäck, men nedanför Röbäcks ip (fotbollsplanen) odlar man lin på våren till sommaren.

#### Kulturmejeriet
År 1938 förlades Umeås mejeri till Röbäck, och det var förlagt där till 1980-talet då verksamheten avvecklades. I dag används området av olika kulturverksamheter, därav det nuvarande namnet Kulturmejeriet. Kulturmejeriet innefattar keramisk verkstad (Forma, Umeå keramikförening), textilverkstad (Textilmejeriet), glashytta (Glödheta), grafikverkstad (Grafikmaskinen), gjuteri samt konstnärer (Ateljéföreningen). Kulturmejeriet huserar även andra engagemang som marknader och loppmarknader. Vid skyltsöndag ordnar och dekorerar Röbäcks hembygdsförening bland annat en stor julgran vid Kulturmejeriet.

### Befolkningsutveckling
| Befolkningsutvecklingen i Röbäck 1960–2023                                                                 | Befolkningsutvecklingen i Röbäck 1960–2023 | Befolkningsutvecklingen i Röbäck 1960–2023 | Befolkningsutvecklingen i Röbäck 1960–2023 | Befolkningsutvecklingen i Röbäck 1960–2023 |
| --- | ------------------------------------------ | ------------------------------------------ | ------------------------------------------ | ------------------------------------------ |
| |                                            |                                            |                                            |                                            |
| År |                                            |                                            | Folkmängd                                  | Areal (ha)                                 |
| 1960 | 1960                                       |                                            | 473                                        |                                            |
| 1965 | 1965                                       |                                            | 558                                        |                                            |
| 1970 | 1970                                       |                                            | 561                                        |                                            |
| 1975 | 1975                                       |                                            | 524                                        |                                            |
| 1980 | 1980                                       |                                            | 511                                        |                                            |
| 1990 | 1990                                       |                                            | 2 112                                      | 106                                        |
| 1995 | 1995                                       |                                            | 2 247                                      | 111                                        |
| 2000 | 2000                                       |                                            | 2 289                                      | 116                                        |
| 2005 | 2005                                       |                                            | 2 300                                      | 120                                        |
| 2010 | 2010                                       |                                            | 2 230                                      | 119                                        |
| 2015 | 2015                                       |                                            | 2 460                                      | 252                                        |
| 2020 | 2020                                       |                                            | 2 545                                      | 213                                        |
| 2023 | 2023                                       |                                            | 2 493                                      | 269                                        |
| Anm.: Namnändring 1970 från Röbäcksby till Röbäck. År 2015 växte tätorten samman med småorten Röbäck södra |                                            |                                            |                                            |                                            |

## Samhället
Röbäck är ett populärt område bland barnfamiljer, vilket reflekteras i ortens sex skolor. Röbäck har tre förskolor och tre grundskolor, Linneaskolan (7–9), Linblomman (F–6) och Röbäcksskolan (F–6). Röbäcksskolan byggdes år 1893 och är Umeås näst äldsta skola efter Östtegsskolan.
Röbäck har en idrottsarena, "Elofssonhallen", namngiven efter skidåkaren Per Elofsson. 
Svenska kyrkan har både en kyrka, Röbäcks kyrka, och ett kapell, Röbäcks kapell, lokaliserade i byn. Röbäcks kapell byggdes år 1977 och ritades av Carl Hampus Bergman. Kapellet har kapacitet för cirka 100 personer och kringliggande kyrkogård har cirka 900 gravplatser, minneslund och askgravlund. Här finns ett katolskt område och ett område för bahai. Det planeras även för ett muslimskt område.
Röbäcks IF är en av ortens idrottsföreningar för ungdomar, med både en fotbollssektion och en innebandysektion.
Röbäcks SK är ortens skidklubb.
En av de två 4H-gårdarna i Umeå är placerad i Röbäck. Gården grundades år 1985 och arrenderas av Umeå kommun. Den utgörs av klubbhus, stallbyggnad, rasthagar och betesmarker. Det finns även en ansluten ridbana.
Röbäcks SFF förvaltar fisket på Umeälvens södra sida. Förutsättningarna beskrivs som: "Botten på Röbäckssidan av Umeälven är inte påverkad av flottledsepoken vilket gör att den fortfarande har sin naturligt ojämna bottenstruktur med växelvis djup och växelvis grund.". Öring, harr, abborre och gädda är vanliga fiskar. 
Bäckbacka Röbäck AB är ett seniorboende med cirka 45 platser som byggdes år 1994.
Den påbörjade ringleden runt Umeå, Umeåprojektet, kommer att passera Röbäck genom den så kallade Västra länken (ny E12). Bygget av sträckan Västra länken påbörjades sommaren 2019 och sträckan beräknas vara färdigställd år 2021. I samband med detta byggs även en gång- och cykelväg längs Riksvägen i Röbäck.. Den totala kostnaden för projektet uppskattas till cirka 2,9 miljarder kronor. Kritik mot projektet innefattar: ökad trafik genom samhället, kraftigt begränsad jordbruksproduktion, negativ påverkan på fastighetspriser, intecknande av tomter och fastigheter, negativ miljöpåverkan på natura 2000-området och på kulturminnen.

## Näringsliv
Röbäck har ett industriområde med ett antal företag inom transportindustrin och återvinningsindustrin. 
Westerbottens bryggeri brygger ett öl (röd ale) som är uppkallat efter orten (Röbäck, 5,6 volymprocent).
Umeås travbana, Umåker, är placerad i Röbäck. Umåker arrangerar bland annat Västerbottens största publika sportevenemang, V75-veckan, med nästan 10 000 besökare.
Fabriken Röbäck Sweden AB är placerad på orten. Fabriken producerar anpassade modulsystem för betongproduktion och har sitt ursprung i Röbäcks bysmedja som startade sin verksamhet någon gång under första halvan av 1880-talet och som sedan har utvecklats till en storskalig industri.

## Personer från orten
Röbäck är framför allt känt genom skidåkaren Per Elofsson som kommer från byn. Influencern och företagaren Vanessa Lindblad, som tillsammans med Bianca Ingrosso är grundare av kosmetikaföretaget Caia Cosmetics är också hon uppvuxen i byn .